# Năng lượng hạt nhân tại Việt Nam
 Kế hoạch được xác nhận
Việt Nam đang được xem xét phát triển năng lượng nguyên tử cho mục đích hòa bình dựa trên công nghệ hiện đại và được chứng thực từ năm 1995, được đề xuất xây dựng vào năm 2006.
Ngày 30 tháng 11 năm 2024, Quốc hội Việt Nam đã có Nghị quyết về việc Việt Nam quay lại phát triển điện hạt nhân sau 8 năm tạm dừng kể từ năm 2016.Động thái này nhằm đáp ứng nhu cầu năng lượng tăng cao và thực hiện cam kết đạt mức phát thải carbon ròng bằng 0 vào năm 2050. Theo Quy hoạch điện VIII, công suất các nhà máy điện của Việt Nam dự kiến sẽ tăng lên 150 GW vào năm 2030 và đạt 490-573 GW vào năm 2050.

## Danh sách kế hoạch năng lượng nguyên tử
Các kế hoạch năng lượng nguyên tử sẽ được điều hành bởi Tập đoàn Điện lực Việt Nam. Danh sách kế hoạch hiện tại của NPP như sau,
| Kế hoạch năng lượng-Đơn vị          | Địa điểm   | Tỉnh       | Dạng             | Tổng khối lượng (MW) | Bắt đầu xây dựng | Chỉ trích đầu tiên | Hoạt động thương mại | Nhà cung cấp lò phản ứng | Xây dựng        | Nhiên liệu |
| ----------------------------------- | ---------- | ---------- | ---------------- | -------------------- | ---------------- | ------------------ | -------------------- | ------------------------ | --------------- | ---------- |
| Nhà máy điện nguyên tử Ninh Thuận-1 | Phước Dinh | Ninh Thuận | VVER             | 1000                 | 2014             | -                  | 2020                 | -                        | Atomstroyexport | -          |
| Nhà máy điện nguyên tử Ninh Thuận-2 | Phước Dinh | Ninh Thuận | VVER             | 1000                 | -                | -                  | 2021                 | -                        | Atomstroyexport | -          |
| Nhà máy điện nguyên tử Ninh Thuận-3 | Phước Dinh | Ninh Thuận | VVER             | 1000                 | -                | -                  | 2023                 | -                        | -               | -          |
| Nhà máy điện nguyên tử Ninh Thuận-4 | Phước Dinh | Ninh Thuận | VVER             | 1000                 | -                | -                  | 2024                 | -                        | -               | -          |
| Ninh Thuan 2-1                      | Vĩnh Hải   | Ninh Thuận | Japanese Gen III | 1000                 | 2015             | -                  | 2021                 | -                        | JINED           | -          |
| Ninh Thuan 2-2                      | Vĩnh Hải   | Ninh Thuận | Japanese Gen III | 1000                 | -                | -                  | 2022                 | -                        | JINED           | -          |
| Ninh Thuan 2-3                      | Vĩnh Hải   | Ninh Thuận | Japanese Gen III | 1000                 | -                | -                  | 2024                 | -                        | -               | -          |
| Ninh Thuan 2-4                      | Vĩnh Hải   | Ninh Thuận | Japanese Gen III | 1000                 | -                | -                  | 2025                 | -                        | -               | -          |
| Tổng                                |            |            |                  | 8000                 |                  |                    |                      |                          |                 |            |